# Минская ТЭЦ-2
Ми́нская ТЭЦ-2 — белорусская теплоэлектроцентраль, расположенная в центральной части города Минска. Входит в состав филиала «Минские тепловые сети» РУП «Минскэнерго».
Она обеспечивает тепловой и электрической энергией такие важные предприятия как: кондитерская фабрика «Коммунарка», заводы медпрепаратов, имени Кирова и другие. В связи с небольшой генерацией электроэнергии, ТЭЦ-2 относится не к энергосистеме, а к Минским тепловым сетям.

## История
Впервые ТЭЦ была введена в эксплуатацию в 1934 году. До 1941 года на ней было установлено четыре котла низкого давления производительностью по 20 тонн пара в час и турбина мощностью всего 4 МВт. Во время Великой Отечественной войны многие объекты ТЭЦ были разрушены, однако к концу 1945 года ТЭЦ была восстановлена в довоенном объеме. В конце 1940-х годов были введены в эксплуатацию еще три котла среднего давления и несколько турбин. В середине 1950-х годов был введен в строй еще один котел производительностью 105 тонн пара в час. А в феврале 1964 года было принято решение о строительстве пиковой котельной с четырьмя водогрейными котлами общей мощностью 400 Гкал/час, что было успешно реализовано в 1968—1982 годах. В 2008—2013 годах выполнена крупномасштабная реконструкция, повысившая тепловую мощность электростанции до 566 Гкал/ч, что сделало Минскую ТЭЦ-2 одним из самых энергоэффективных объектов в Беларуси.

## Характеристики
Установленная мощность ТЭЦ:
- Электрическая мощность — 94 МВт;
- Тепловая мощность — 566 Гкал/ч.

Основным топливом является природный газ, резервным — мазут, аварийным топливом для ПГУ — дизельное.

### Паровые турбины
| Тип, изготовитель              | Станционный № | Установленная электрическая мощность, МВт | Давление свежего пара, МПа | Температура свежего пара, °C | Год ввода в эксплуатацию |
| ------------------------------ | ------------- | ----------------------------------------- | -------------------------- | ---------------------------- | ------------------------ |
| К-4-13, Шкода                  | 1             | 4,0                                       | 1,2                        | 320                          | 1945                     |
| FT-100005/3000, Сименс-Шуккерт | 2             | 10,0                                      | 3,5                        | 435                          | 1947                     |
| FT-490/52-3000, Вумаг          | 3             | 15,0                                      | 3,5                        | 435                          | 1949                     |

### Паровые котлы
| Тип, изготовитель         | Станционный № | Производительность, т/ч | Давление свежего пара, МПа | Температура свежего пара, °C | Год ввода в эксплуатацию |
| ------------------------- | ------------- | ----------------------- | -------------------------- | ---------------------------- | ------------------------ |
| Е-90/38 ГМ, НЗЛ           | 5             | 90                      | 3,8                        | 440                          | 1948                     |
| Е-110/38 ГМ, Бабкок-Верке | 6             | 110                     | 3,8                        | 440                          | 1949                     |
| Е-110/38 ГМ, Бабкок-Верке | 7             | 110                     | 3,8                        | 440                          | 1950                     |
| Е-105-39/440 ГМ, БКЗ      | 8             | 75                      | 3,8                        | 440                          | 1955                     |

### Водогрейные котлы
| Тип, изготовитель | Станционный № | Теплопроизводительность, Гкал/ч | Год ввода в эксплуатацию |
| ----------------- | ------------- | ------------------------------- | ------------------------ |
| ПТВМ-100, ДКЗ     | 1             | 70,65                           | 1968                     |
| ПТВМ-100, ДКЗ     | 2             | 91,97                           | 1969                     |
| ПТВМ-100, БелКЗ   | 3             | 75,57                           | 1974                     |
| КВГМ-100, ДКЗ     | 4             | 98                              | 1982                     |

#### Газовые турбины ПГУ
| Тип, изготовитель | Станционный № | Установленная электрическая мощность, МВт | Год ввода в эксплуатацию |
| ----------------- | ------------- | ----------------------------------------- | ------------------------ |
| SGT-600, Сименс   | 1             | 25                                        | 2011                     |
| SGT-600, Сименс   | 2             | 25                                        | 2011                     |

#### Котлы-утилизаторы ПГУ
| Тип, изготовитель | Станционный № | Производительность, т/ч | Давление свежего пара, МПа | Температура свежего пара, °C | Год ввода в эксплуатацию |
| ----------------- | ------------- | ----------------------- | -------------------------- | ---------------------------- | ------------------------ |
| NCPE (Китай)      | 1             | 2                       | 3,6                        | 435                          | 2011                     |
| NCPE (Китай)      | 2             | 32                      | 3,6                        | 435                          | 2011                     |

#### Паровые турбины ПГУ
| Тип, изготовитель                   | Станционный № | Установленная электрическая мощность, МВт | Давление свежего пара, МПа | Температура свежего пара, °C | Год ввода в эксплуатацию |
| ----------------------------------- | ------------- | ----------------------------------------- | -------------------------- | ---------------------------- | ------------------------ |
| СВ 7,5-3,43/0,83/0,12, NCPE (Китай) | 1             | 7,5                                       | 3,43                       | 435                          | 2011                     |
| СВ 7,5-3,43/0,83/0,12, NCPE (Китай) | 2             | 7,5                                       | 3,43                       | 435                          | 2011                     |